# Far Side Virtual
 (octobre 2016).
 (septembre 2018).
Si vous disposez d'ouvrages ou d'articles de référence ou si vous connaissez des sites web de qualité traitant du thème abordé ici, merci de compléter l'article en donnant les références utiles à sa vérifiabilité et en les liant à la section « Notes et références ».
Far Side Virtual est un album de l'artiste de musique électronique américain James Ferraro sorti le 25 octobre 2011 sur le label Hippos In Tanks. Il est un des premiers albums de vaporwave. L'album est constitué de compositions originales, créées sur le logiciel Garage Band, ce qui explique le son particulier des morceaux. L'album dépeint une société futuriste presque dystopique.
Contrairement aux autres albums majeurs de vaporwave comme Floral Shoppe de Macintosh Plus, Far Side Virtual fut accueilli favorablement par les critiques. Une petite controverse eut lieu autour de l'album fin 2011, lorsque le magazine The Wire plaça Far Side Virtual en première position de son classement des meilleurs albums de l'année. Si l'album est entièrement constitué de compositions originales (ce qui est assez rare pour un album de vaporwave), il y a tout de même quelques samples comme la musique du menu de la GameCube au début du morceau Solar Panel Smile.

## Liste des pistes
1. Linden Dollars
2. Global Lunch
3. Dubai Dream Tone
4. Sim
5. Bags
6. PIXARnia and the Future of Norman Rockwell
7. Palm Trees, Wi-Fi and Dream Sushi
8. Fro Yo and Cellular Bits
9. Google Poeises
10. Starbucks, Dr. Seussim, and While Your Mac Is Sleeping
11. Adventures In Green Foot Printing
12. Dream On
13. Earth Minutes
14. Tomorrow's Baby Of The Year
15. Condo Pets
16. Solar Panel Smile

## Sources
Far Side Virtual